# 서일준
서일준(徐一俊, 1965년 5월 10일~)은 대한민국의 정치인이다. 제21·22대 국회의원이다.

## 학력
- 오비국민학교 졸업
- 연초중학교 졸업
- 마산고등학교 졸업
- 한국방송통신대학교 행정학 학사
- 연세대학교 행정대학원 공공정책학 석사
- 서울시립대학교 대학원 행정학 박사

## 경력
- 2008. 3.~2013. 2. 대통령실 총무비서관실 행정관→총무인사팀장
- 2015. 7.~2015. 12. 경상남도청 재난안전건설본부 본부장
- 2015. 12.~2016. 12. 경상남도청 문화관광체육국 국장
- 2016. 12.~2018. 2. 경상남도 거제시 부시장
- 2020년 4월 15일: 대한민국 제21대 국회의원 선거 당선(경남 거제시, 미래통합당, 초선)
- 2020. 6.~2020. 9. 미래통합당 경상남도당 거제시 당원협의회 위원장
- 2020. 7.~2020. 9. 미래통합당 소상공인 살리기 특별위원회 위원
- 2020. 9.~ 국민의힘 경상남도당 거제시 당원협의회 위원장
- 2020. 9. 국민의힘 소상공인 살리기 특별위원회 위원
- 2020. 10. 국민의힘 정책위원회 정부정책 감시 특별위원회 위원
- 2020. 12. 국민의힘 노동혁신특별위원회 위원
- 2021. 5. 국민의힘 가상자산(암호화폐) 특별위원회 위원
- 2021. 7. 국민의힘 정책조정위원회 제1정조부위원장
- 2021. 8.~2021. 11. 제20대 대통령 선거 국민의힘 윤석열 대통령 경선후보 국민캠프 지역본부 권역별 선거대책위원회 경상남도 선거대책위원장
- 2021. 9.~2024. 7. 국민의힘 경상남도당 경남의힘 연구원장
- 2021. 11~2022. 1. 제20대 대통령 선거 국민의힘 윤석열 대통령 후보 선거대책위원회 대통령 후보 직속 비서실 비서실장
- 2021. 12. 국민의힘 지역균형발전특별위원회 위원
- 2021. 12.~2022. 3. 제20대 대통령 선거 국민의힘 경남을 살리는 선거대책위원회 선거대책위원장단 공동선거대책위원장
- 2021. 1.~2022. 3. 제20대 대통령 선거 국민의힘 윤석열 대통령 후보 선거대책본부 대통령 후보 직속 비서실 비서실장
- 2022. 3.~2022. 5. 제20대 대통령직인수위원회 행정실장 겸 대통령취임준비위원회 위원
- 2022. 4.~2023. 4. 국민의힘 원내부대표
- 2022. 6.~2022. 10. 국민의힘 물가민생안전특별위원회 위원
- 2024. 3.~2024. 4. 제22대 국회의원 선거 국민의힘「국민 희망의 길」 경남선거대책위원회 조선해양특별위원회 공동위원장
- 2024년 4월 10일: 대한민국 제22대 국회의원 선거 당선(경남 거제시, 국민의힘, 재선)
- 2024. 6.~2024. 7. 국민의힘 정책위원회 산하 시급한 민생 현안 해결을 위한 민생경제안정특별위원회 위원
- 2024. 7.~2025. 7. 국민의힘 경상남도당 위원장
- 2025. 5.~2025. 6. 제21대 대통령 선거 국민의힘 김문수 대통령 후보 경남 선거대책위원회 총괄선거대책위원장

### 의정 활동
- 2020. 5.~2024. 5. 제21대 국회의원(경남 거제시, 미래통합당→국민의힘, 초선)
  - 2020. 7.~2022. 5. 제21대 국회 전반기 기획재정위원회 위원
  - 2020. 7.~2021. 5. 제21대 국회 전반기 예산결산특별위원회 위원
  - 2020. 7.~2024. 5. 국가재조포럼 구성의원
  - 2020. 7.~2024. 5. 대한민국 미래혁신포럼 구성의원
  - 2020. 7.~2024. 5. 모빌리티 포럼 구성의원
  - 2020. 8.~2022. 5. 제21대 국회 전반기 기획재정위원회 경제재정소위원회 위원
  - 제21대 국회 전반기 기획재정위원회 예산결산기금심사소위원회 위원
  - 2021. 10.~2021. 11. 제21대 국회 감사원장(최재해) 임명동의에 관한 인사청문특별위원회 위원
  - 2022. 5.~2022. 5. 제21대 국회 전반기 국회운영위원회 위원
  - 2022. 7.~2023. 4. 제21대 국회 후반기 국회운영위원회 위원
    - 제21대 국회 후반기 국회운영위원회 예산결산심사소위원회 위원

  - 2022. 7.~2024. 5. 제21대 국회 후반기 국토교통위원회 위원
    - 제21대 국회 후반기 국토교통위원회 교통법안심사소위원회 위원
    - 제21대 국회 후반기 국토교통위원회 예산결산기금심사소위원회 위원

  - 2022. 7.~2022. 7. 제21대 국회 후반기 예산결산특별위원회 위원
  - 2023. 6.~2024. 5. 제21대 국회 후반기 예산결산특별위원회 위원
- 2024. 5.~ 제22대 국회의원(경남 거제시, 국민의힘, 재선)
  - 2024. 6.~ 제22대 국회 전반기 산업통상자원중소벤처기업위원회 위원
    - 제22대 국회 전반기 산업통상자원중소벤처기업위원회 산업통상자원특허소위원회 위원
    - 제22대 국회 전반기 산업통상자원중소벤처기업위원회 예산결산소위원회 위원

  - 2024. 6.~ 제22대 국회 전반기 예산결산특별위원회 위원
  - 자유경제포럼 연구책임의원
  - 북한 그리고 통일 구성의원
  - 모빌리티포럼 구성의원
  - 2024. 9.~ 제22대 전반기 국회공직자윤리위원회 부위원장

## 역대 선거 결과
|  | 45.64% |

|  | 50.89% |

|  | 51.23% |

## 소속 정당
| 소속 정당 | 소속 정당  | 소속 기간 | 비고      |
| --------- | ---------- | --------- | --------- |
|           | 자유한국당 | 2018~2020 | 정계 입문 |
|           | 미래통합당 | 2020      | 합당      |
|           | 국민의힘   | 2020~현재 | 당명 변경 |

## 같이 보기
- 거제시 (선거구)
- 거제시의 국회의원